# Параскевас, Андреас
Андреас Параскевас (греч. Ανδρέας Παρασκευάς; 15 сентября 1998) — кипрский футболист, вратарь клуба «АЕК Ларнака» и сборной Кипра.

## Биография

### Клубная карьера
Воспитанник клуба АПОЭЛ. За основной состав команды дебютировал в сезоне 2017/18, сыграв 3 матча в чемпионате Кипра, в которых пропустил два мяча. В сезоне 2018/19 Параскевас выступал на правах аренды за клуб второго дивизиона «Отеллос Атениу». В 2019 году игрок был отдан в аренду в клуб «Докса», за который сыграл 3 матча в высшей лиге. После окончания аренды, подписал с «Доксой» полноценный контракт.

### Карьера в сборной
В 2018-20 годах был игроком молодёжной сборной Кипра и в её составе принимал участие в двух отборочных турнирах молодёжного чемпионата Европы.
В основную сборную Кипра впервые был вызван в марте 2021 года, присутствовал в заявке сборной на матче отборочного турнира чемпионата мира 2022 против Словении, однако на поле не вышел.

## Достижения
АПОЭЛ
- Чемпион Кипра: 2017/18